# 锥顶叶蝉属
锥顶叶蝉属（学名：Onukiana）为叶蝉科的一个属。

## 下属物种
本属包括以下物种：
- 墨脱锥顶叶蝉 Onukiana motuona Yang et Zhang, 2004